# 二十四時間の情事
『二十四時間の情事』（にじゅうよじかんのじょうじ、原題：Hiroshima, mon amour）は、1959年の日本・フランスのドラマ映画。アラン・レネ監督の第1回長編劇映画作品で、脚本はマルグリット・デュラス、出演はエマニュエル・リヴァと岡田英次など。被爆地広島県広島市を舞台に、第二次世界大戦により心に傷をもつ男女が織りなすドラマを描いた作品である。日本での邦題は当初『ヒロシマ、わが愛』とされていたが、公開時に『二十四時間の情事』へ変更された。ただし近年では、日本においても原題のまま『ヒロシマ・モナムール』と紹介される場合もある。

## ストーリー
来日し、広島へ反戦映画のロケに訪れたフランス人女優が、日本人男性と知り合い、深い仲になる。2人の情事の際の会話が続く冒頭では、広島の原爆被害の惨状を訴える映像シーンが続く。
2人はともに第二次世界大戦で戦争による悲劇的な体験を有していた。日本人男性は米軍の原爆投下によって家族を全て失っており、フランス女性は故郷ヌヴェールでナチスの将校と恋仲だったが、戦後に周囲から糾弾や迫害を受けた過去を持っていた。

## キャスト
- 女: エマニュエル・リヴァ
- 男: 岡田英次
- 母親: ステラ･ダサス
- 父親: ピエール･バルボー（フランス語版）
- ドイツ兵: ベルナール･フレッソン（フランス語版）

作中、同時のニュース番組だけでなく、関川秀雄『ひろしま』(53年)（なおこの映画には岡田英次、加藤嘉、月丘夢路、山田五十鈴が登場する）、亀井文夫『生きていてよかった』(56年)、『世界は恐怖する』(57年)の一部が引用されている。

## 製作
外部からやってきたフランス人という存在が、原爆をどこまで知ることができるのか? というアラン・レネ監督の想像から映画制作は始まった。人間が、現実を批判しながら自己の心の在りかを探求していく過程を、個人の内面にある戦争を背景に描いた作品である。当初レネは広島を舞台としたドキュメント作品を手掛けるつもりであった。しかし、来日して新藤兼人ほかのドキュメント作品を見て、広島についてそれ以上のドキュメントを作ることはできないと判断し、ドキュメント製作を断念する。

岡田英次とエマニュエル・リヴァ

デモ行進のシーン

映画の全編（ヒロインの第二次世界大戦中の回想シーンを除く）のロケーションを1958年当時の広島市で行い、多くの市民が撮影に参加している。2人が情事にふける立町のホテル周辺や、フランス語で記載されたプラカードで反核平和を訴えるデモ行進を行っているシーンなど、多くの市民の姿が映し出されている。当時の広島駅、平和公園、広島平和記念資料館、新広島ホテル、広島赤十字・原爆病院、本通り商店街、原爆ドーム、太田川なども登場する。
映画の製作に、フランス側は『夜と霧』を製作したアルゴス・フィルム他、日本側は大映、そしてパテ・オーヴァーシーズがとりまとめた合作映画である。映画の題名は初期の企画段階では「ピカドン」だった。

## 公開
1959年4月30日開幕のカンヌ国際映画祭にコンクール非参加作品という形で出品。同年5月8日にカンヌで上映された。コンクール非参加作品となった理由は、アメリカが原爆投下時に撮影したきのこ雲や、原爆被害者の悲痛なる姿をそのまま取り込んだ本編に対して、アメリカからの招待者に配慮したためと言われている。6月10日、フランスで一般公開される。
同年6月8日から13日にかけて、東京都の読売ホールで第2回「フランス映画祭」（主催：ユニフランス、日本映画海外普及協会、外国映画輸入配給協会）が開催され、『レ・ミゼラブル』『自殺への契約書』『いとこ同志』『燃える大地』『二十四時間の情事』『アルピニスト 岩壁に登る』の6本の新作長編と、短編映画『セーヌの詩』が上映された。本作品は6月12日に上映された。そして6月20日、日本で一般公開された。

## 作品の評価
- 1959年度カンヌ国際映画祭国際映画批評家連盟賞と1960年度ニューヨーク映画批評家協会賞外国語映画賞を受賞している。

- ジョルジュ・サドゥールはこの作品を「時代を画する作品」と激賞し、「FILM辞典」でも「ヌーヴェル・ヴァーグの最も重要な作品」と評価した。[要出典]

- 1979年セザール賞のフランス映画トーキー・ベスト・テンでは、史上第7位に選出された。

- 公開当時、キネマ旬報の年間洋画ベストランキング(読者票ではなくキネマ旬報に寄稿する批評家のセレクションによる)7位。『エクラン』や『映画の友』でそれぞれ8位に、NHKベストテンで10位に入賞[4]。

- 猪俣勝人は「初めこの作品は観客からほとんどソッポを向かれた。難解な映画、面白くない映画として、封切館はガラあきだった。それが一部の批評家によって高く評価されると、にわかに高度な意識の作品として見直され、新しい評判をあつめた[6]」と当時の状況を述べている。
- クエンティン・タランティーノの『ワンス・アポン・ア・タイム・イン・ハリウッド』の小説版『その昔、ハリウッドで』の作中では、クリフ・ブースという登場人物が本作を「piece of shit（くそったれな映画）」と評している。

## 書籍（日本語訳）
- 『ヒロシマ 私の恋人／かくも長き不在』 マルグリット・デュラス／ジェラール・ジャルロ
  - 清岡卓行訳、筑摩書房、1970年、新版1985年、後者は共著、阪上脩訳
- 『ヒロシマ 私の恋人』 清岡卓行訳、ちくま文庫、1990年。前者を改訂収録。
- 『ヒロシマ・モナムール』マルグリット・デュラス、工藤庸子訳、河出書房新社、2014年。44年ぶりの新訳

## 50年目の写真展
エマニュエル・リヴァがこの映画撮影のために来広した際に、広島の街並みや人々の様子を個人で撮影した写真を、多摩美術大学の港千尋教授が2008年にフランスで偶然確認した。5月には「ヒロシマ モナムール」展として広島市現代美術館で展示されたほか、11月には広島県立美術館地下講堂など広島市内3箇所で、東京で12月に銀座ニコンサロンにて写真展が開催された。またリヴァ本人も50年ぶりに来日し、市民と交流したほか、「HIROSHIMA 1958」として写真集が日仏両国で出版された。
キャスターの久米宏はこの写真集を携えて広島市内を歩き、当時の写真と同じアングルで2009年の広島の風景をカメラに収めている。このときの写真は久米のプライベートサイトで確認できる。